# Buenaventura Ferreira
Buenaventura Ferreira Gómez (né le 4 juillet 1960 à Coronel Oviedo au Paraguay) est un joueur de football international paraguayen, qui évoluait au poste de milieu de terrain.

## Biographie

### Carrière en sélection
Avec l'équipe du Paraguay, il joue 41 matchs (pour 8 buts inscrits) entre 1985 et 1993.
Il figure dans le groupe des sélectionnés lors de la Coupe du monde de 1986. Il joue 4 matchs lors du mondial : contre l'Irak, le Mexique, et la Belgique lors des phases de poules, puis contre l'Angleterre en huitièmes de finale.
Il participe également aux Copa América de 1987 et de 1989. Il se classe quatrième de la compétition en 1989.

## Palmarès
| Club Guaraní - Championnat du Paraguay (1) : - Champion : 1984. |  | Cerro Porteño - Championnat du Paraguay (1) : - Champion : 1990. - Meilleur buteur : 1990 (17 buts). |  | Oriente Petrolero - Championnat de Bolivie : - Vice-champion : 1997. - Coupe de Bolivie (2) : - Vainqueur : 1992 et 1997. |